# Warta (województwo wielkopolskie)
Warta – osada leśna w Polsce położona w województwie wielkopolskim, w powiecie wrzesińskim, w gminie Miłosław.